# The Real McKenzies
Real McKenzies é uma banda de rock canadense formada em 1992 em Vancouver, que mistura punk rock com música tradicional escocesa (arranjos de "Bagpipes", gaitas de fole). Eles são um dos fundadores do movimento Celtic punk, embora 10 anos após The Pogues.
Além de escrever e executar músicas originais, os Real McKenzies executam músicas tradicionais escocesas, dando-lhes um novo som punk. Eles compartilharam estágios com muitas outras bandas, incluindo Rancid, Shane MacGowan, DragStrip Riot, NOFX, Flogging Molly, Xcrosscheckx, The Misfits, Metallica, e Voodoo Glow Skulls.

## Integrantes
- Paul McKenzie (voz)
- Dirty Kurt Robertson (guitarra e voz)
- Matthew MacNasty (gaita-de-fole)
- Gord Taylor (gaita-de-fole)
- Karl Alvarez (baixo)
- Sean Sellers (bateria)
- Mark "Bone" Boland (guitarra e voz)
- Dave Gregg (guitarra)
- Aspy Luison (gaita-de-fole)

## Discografia
- Real McKenzies (1995)
- Clash of the Tartans (1998)
- Loch'd and Loaded (2001)
- Pissed Tae Th' Gills (2002, ao vivo)
- Oot & Aboot (2003)
- 10,000 Shots (2005)
- Off The Leash (2008)
- Shine Not Burn (2010, ao vivo)
- Westwinds (2012)
- Rats In The Burlap (2015)
- Two Devils Will Talk (2017)
- Beer and Loathing (2020)